# Robert Wildhaber
Robert Wildhaber (* 3. August 1902 in Walenstadt; † 16. Juli 1982 in Basel) war ein Schweizer Volkskundler.

## Leben
Robert Wildhaber, Sohn eines Buchdruckers, studierte Germanistik, Anglistik und Italianistik an den Universitäten Basel, Zürich und Heidelberg. Er wurde 1928 an der Universität Basel mit einer Schrift zum Zürcher Dramatiker Jakob Ruf promoviert. Von 1930 bis 1961 arbeitete Wildhaber als Gymnasiallehrer am Realgymnasium Basel, später am Mathematisch-Naturwissenschaftlichen Gymnasium Basel. Von 1946 bis 1968 leitete er das Schweizerische Museum für Volkskunde in Basel.
Von 1947 bis 1974 war Wildhaber als Nachfolger von Eduard Hoffmann-Krayer Redaktor der Internationalen Volkskundlichen Bibliographie. Er war Herausgeber der Zeitschriften Schweizerisches Archiv für Volkskunde (1950–82) und Schweizer Volkskunde (1944–68).
1968 zeichnete ihn die Universität Basel mit einem Ehrendoktorat aus.
Robert Wildhaber war ab 1932 mit Gertrud Mathilda geb. Füglistaller verheiratet; der Völkerrechtler Luzius Wildhaber (1937–2020) war ihr gemeinsamer Sohn.

## Schriften (Auswahl)
Monographien
- Jakob Ruf, ein Zürcher Dramatiker des 16. Jahrhunderts. Basel 1929 (Dissertation, Universität Basel, 1928).
- Das Sündenregister auf der Kuhhaut. Suomalainen Tiedeakatemia, Helsinki 1955.
- Beiträge zur Volkskunde Graubündens. Rätisches Museum, Chur 1982.
- Der Altersvers des Wechselbalges und die übrigen Altersverse. Suomalainen Tiedeakatemia, Helsinki 1985.

Ausstellungskataloge
- 1000 Ostereier und Ostergebäcke aus ganz Europa. Sonderausstellung 15. März – 30. Juni 1957 [im Museum für Völkerkunde und Schweiz. Museum für Volkskunde Basel]. Haupt, Bern 1957.
- Jugoslavische Volkskunst. Sonderausstellung vom 1. November 1958 bis 31. Januar 1959. Basel 1958.
- Volkstümliche Weihnachtskrippen aus Europa. [Katalog zur Sonderausstellung vom 1. Dezember 1958 – 15. März 1959 im Schweizerischen Museum für Volkskunde.] Haupt, Bern 1958.
- Weihnachtsbrauchtum in Europa. Sonderausstellung vom 9. Dezember – 31. Januar 1960. Haupt, Bern 1959.
- Polnische Volkskultur. Sonderausstellung, 15. Januar – 3. April 1961 [im Schweizerischen Museum für Volkskunde, Basel]. Basel 1961.
- Kopfbedeckungen aus Europa. Sonderausstellung 1. August 1963 – 15. März 1964 [Museum für Völkerkunde und Schweiz. Museum für Volkskunde Basel]. Basel 1963.
- Küchengeräte. Sonderausstellung 15. Dezember 1962 – 15. Mai 1963. Krebs, Basel 1963.
- Hirtenkulturen in Europa. Sonderausstellung Mai 1966 – Januar 1967. Krebs, Basel 1966.

Weitere Herausgaben
- Acta tertii Conventus de Ethnographia Alpium Orientalium tractantis, Desertinae, Helvetia, ab 28.8.1961 ad 2.9.1961. Basel 1961.
- Masken und Maskenbrauchtum aus Ost- und Südosteuropa. Basel 1968.
- Schweizerische Volkskunst. Pro Helvetia, Zürich 1969.
- mit Leza Uffer: Schweizer Volksmärchen. Diederichs, Düsseldorf 1971.
- Acta sexti Conventus de Ethnographia Alpium Orientalium tractantis, Tusciae (Helvetia), ab 25. ad 28.5.1970. Trofenik, München 1971.